# Ectobius tamaninii
Ectobius tamaninii är en kackerlacksart som beskrevs av Galvagni 1972. Ectobius tamaninii ingår i släktet Ectobius och familjen småkackerlackor. Inga underarter finns listade i Catalogue of Life.